# Dialectes turkmènes d'Irak
Les dialectes turkmènes d'Irak (Irak Türkmen ağızları en turc) sont des variétés de la langue turque utilisées en Irak.
Les Turkmènes d'Irak sont issus de plusieurs vagues de migrations de turcophones vers la Mésopotamie. Les premiers Turcs oghouz (aussi appelés Turcomans) à être venus en Irak y arrivèrent à l'époque abbasside (751-1258) et étaient recrutés dans l'armée, notamment à partir du IXe siècle apr. J.-C., en provenance d'Asie centrale. Sous l'Empire seldjoukide au XIe siècle, les Turcs s'installèrent en Anatolie, en Perse et en Mésopotamie. Sous l'Empire ottoman, plusieurs vagues de migrations continues ont amené des Turkmènes à s'installer dans la région. Au XVIIIe siècle, des Turcs d'Anatolie furent établis en Irak afin de sécuriser le transport du courrier entre Bagdad et Istanbul, et d'autres furent envoyés dans la région par les Ottomans afin d'écraser des tribus hostiles. Le pouvoir ottoman les installait à l'entrée des vallées en lisière des régions kurdes, pour établir un contrôle sur les Kurdes.
Après l'indépendance de l'Irak et l'arrivée du parti Baath et de Saddam Hussein au pouvoir, une politique d'arabisation fut entreprise et imposée aux minorités non-arabes du pays. Parmi les mesures adoptées, il y eut l'interdiction d'enseigner la langue turque à l'école et de l'utiliser dans les médias. Dans les années 1980, Saddam Hussein interdit l'usage du turc en public. Depuis 2005, le turkmène est reconnu comme une langue minoritaire en Irak. Cependant, le turc enseigné est le turc standard basé sur le parler d'Istanbul. Bien que les dialectes turkmènes d'Irak sont liés au turc d'Anatolie, ils sont aussi proches de l'azéri et constituent une aire linguistique transitionnelle entre les deux.
Les dialectes turkmènes d'Irak diffèrent du turc standard de Turquie et se divisent en plusieurs catégories. Selon Bilgehan Atsız Gökdağ, il est possible de diviser en deux groupes les dialectes turkmènes d'Irak en fonction de l'évolution de la consonne /ŋ/ (aujourd'hui /n/ en turc moderne, anciennement notée ڭ en turc ottoman) :
- D'une part, les dialectes en -y- qui concernent Tall Afar (Ninive), Kifri (Diyala), Touz Khormatou et Amirli (Salah ad-Din), Bashir et Altun Kupri (Kirkouk). Cette évolution se retrouve aussi à Urfa[3].
- D'autre part, les dialectes en -v- utilisés à Kirkouk, Erbil, Daquq (Kirkouk), Mandali et Khanaqin (Diyala), Kazaniye. Ce trait est partagé avec le dialecte azéri de Tabriz[3].

## Dialecte turkmène d'Amirli
Le dialecte d'Amirli a plusieurs particularités qui ont été documentées par Mubeen Shaheen Ibrahim Ibrahim. Parmi elles, l'on retrouve que: 
- Il a gardé des archaïsmes qui ont disparu dans d'autres dialectes turkmènes d'Irak et dans le turc moderne ;
- L'harmonie vocalique est plus stricte qu'en turc moderne comme elma (pomme) en turc étant alma en turkmène d'Amirli, ateş (feu) en turc étant ataş en turkmène d'Amirli, selam (paix) prononcé salam, ou encore beyaz (blanc) étant bayaz ;
- Les voyelles peuvent être courtes ou longues (ce qui n'existe pas en turc moderne) ;
- Le ğ est prononcé /ɣ/ alors qu'il est silencieux en turc moderne ;
- Le v se prononce /w/ (kavun > kawın)
- L'assourdissement de consonnes finales est ignoré : garip (étrange) en turc moderne se dit ğarib, hudut (frontière) se prononce ħüdüt ;
- Certaines voyelles disparaissent dans des contractions (oğlu için > oğluçun, o yüze > oyza), en milieu de mot (keyfine > kefne) ou en fin de mot (yüzünü > üzün).

## Dialecte turkmène d'Erbil
Mehmet Hazar estime que 30% de la population d'Erbil est turkmène. Il cite ses traits caractéristiques que sont :
- Le passage du son /ɡ/ (g) au son /dʒ/. De ce fait, le mot gül (rose) se prononce cül, bugün (aujourd'hui) se prononce bıcün, gel- (venir) se dit cel-.
- Le passage du son /ɣ/ (ğ) au son /dʒ/. Cela donne öcren- pour öğren- (apprendre).
- Le passage du son /k/ (k) en /tʃ/ (ç). Ainsi, kim (qui) se prononce çim, ekmek (pain) se dit eçmeç, dilek (souhait) se prononce dileç.

Ces traits caractéristiques du dialecte d'Erbil se retrouvent aussi dans les dialectes d'Erzurum, Malatya, Artvin, Rize, Trabzon et aussi dans le turc du Kosovo. Selon Gökdağ, d'autres de ses traits caractéristiques seraient partagés par les dialectes azéris d'Ourmia et Tabriz notamment dans l'utilisation du mot bile (même) comme pronom réfléchi.

## Dialecte turkmène de Kirkouk
Selon Leyla Atsız Karahan, le dialecte de Kirkouk est lié au turc parlé à Şanlıurfa. Bilgehan Atsız Gökdağ en revanche le rapproche de Tabriz.

## Dialecte turkmène de Tall Afar
Bilgehan Atsız Gökdağ a étudié ce dialecte et le classe dans les dialectes en -y-, lié à Urfa. Certaines particularités sont notamment : 
- Le maintien de consonnes qui ont disparu en turc moderne comme le son /x/ dans xaste (hasta, malade) ou saxta (sahte, faux) ;
- Certaines voyelles tombent (oraya > orya, là-bas) ;
- Il y a un changement de voyelle e > i (işik pour eşek, âne), ı > u (Furat pour Fırat, l'Euphrate), ö > ü (çörek > çürek) ;
- Il y a des redoublements de consonnes (sabah > sebbah, le matin), parfois par assimilation de la consonne suivante (kirli > kirri, sale) ;
- Le /k/ en début de mot devient parfois /g/ (keçi > giçi, chèvre), fin de mot devient /g/ (ocak > ocag, le foyer) mais /x/ en fin de syllabe (yoktur > yoxtur) ;
- La négation du verbe être değil se prononce degül.